# (668) Dora
Pour les articles homonymes, voir Dora.
(668) Dora est un astéroïde de la ceinture principale découvert le 27 juillet 1908 par l'astronome allemand August Kopff. Sa désignation provisoire était 1908 DO.